# The All Right Nows
A The All Right Nows az Ivan & The Parazol 2015-ben megjelent harmadik stúdióalbuma. A lemez hanganyagát a törökbálinti Supersize Recording stúdióban rögzítették 2015-ben analóg módon, 2" hüvelykes szalagra.

## Az album dalai
| 1.    | Modernial                    | 3:44 |
| 2.    | M.A.V. (It's a Fire)         | 3:27 |
| 3.    | Cold & Deep                  | 2:38 |
| 4.    | Repaint                      | 3:23 |
| 5.    | Grand Club                   | 3:18 |
| 6.    | Hotel Andaz                  | 3:19 |
| 7.    | Maze                         | 4:21 |
| 8.    | Cry                          | 2:31 |
| 9.    | Sunken Eyes                  | 3:14 |
| 10.   | Pioneer's Song               | 3:22 |
| 11.   | Hard as Gettin' the Gold Out | 3:20 |
| 12.   | The All Right Nows           | 5:54 |
| 42:31 |                              |      |

## Közreműködők

### Ivan & The Parazol
- Balla Máté – gitár
- Beke István – billentyűk, keverés, mastering
- Simon Bálint – dobok
- Tarnai János – basszusgitár
- Vitáris Iván – ének, dalszöveg, design (borító, melléklet)

### Egyéb közreműködők
- Nagy Eszter Mira – cselló a Maze és 'The All Right Nows c. számokban
- Brucker Bence, Bánhalmi Erik, Müller András – háttérvokál a The All Right Nows c. számban

### Produkció
- Brucker Bence – hangmérnök
- Bánhalmi Erik – hangmérnök
- Müller András – design (borító, melléklet)
- Hellowood, Ungor Tamás, Ghyczy Dia, Benkő Bálint, a zenekar tagjai, Vitáris Iván, Nóvé Soma, Kiss Lou, Edgar Stormy, Milo Gábor, Mezza Eron – design (melléklet)

## Helyezések
| Lista (2015)                            | Helyezés |
| --------------------------------------- | -------- |
| Magyarország (MAHASZ Top 40 albumlista) | 38       |

## Külső hivatkozások
- Ivan & The Parazol hivatalos oldala
- Recorder.hu: Albumpremier - The All Right Nows
- Az album a Google Play Áruházban
- Az album az iTunes-on
- Az album Spotify-on